# AFC Malmö
Ariana Football Club Malmö, förkortat AFC Malmö, är en fotbollsklubb i Malmö som bildades 2015. År 2023 spelade klubben sin första säsong i Ettan, efter sju raka avancemang i seriesystemet. Laget spelar 2025 fortfarande i Ettan södra, för tredje säsongen i rad.

## Historia
AFC Malmö bildades sommaren 2015 med den uttalade målsättningen att ta sig upp i Allsvenskan. Initiativet till bildandet togs av ungdomar i Malmö, och klubben har beskrivit sig själv som en förening som ska sätta färg på svensk fotboll. Klubben har kallats för Malmös första afghanska fotbollsklubb och grundades av spelare med afghanskt påbrå, bland andra Norlla Amiri, Omid Hushmand och Saber Azizi. Hushmand angav i en intervju att namnet Ariana är ett gammalt namn för Afghanistan.
Säsongen 2016 vann klubben samtliga matcher i reservlagsserien och spelade därpå i seriesystemet. Efter att ha vunnit Division 7 nådde AFC Malmö en andraplats i Division 6, men gick vidare till Division 5 genom att besegra IFK Rössjöholm. Året 2019 vann klubben Division 5 och året därpå kom klubben på en andraplats i Division 4, vilket gjorde att man kunde avancera till Division 3. Säsongen 2021 vann man serien och gick upp i Division 2. Med vinsten av Division 2 säkrades spel i kommande års upplaga av Ettan, i vilken man har spelat sedan dess.
I december 2024 blev Mattias Lindström ny huvudtränare.
Vid föreningens årsmöte den 31 maj 2025 bestämdes det att klubben byter namn från Ariana FC till AFC Malmö. Samtidigt ändrar klubben sitt emblem. Anledningen beskrivs av föreningen som ett sätt att förankra klubbens identitet i staden man representerar och att man därmed visar att man tar sikte mot att bli en av Malmös ledande fotbollsklubbar.

## Hemmaarena
AFC Malmö hade vid grundandet Hyllie IP i Hyllie i Malmö som sin hemmaplan. Klubben spelade även en del hemmamatcher på Limhamns IP.
2023 flyttade klubben till Malmö Stadion och IFK Malmö flyttade samtidigt därifrån.

## Korpspel och ungdomsverksamhet
Sommaren 2018 startade föreningen ett korplag och året därpå ungdomsverksamhet. Vid årsskiftet 2021/2022 hade föreningen ungefär 250 aktiva medlemmar.

## Spelare

### Truppen
| Nummer      | Land      | Spelare                    | Födelsedatum     | Kom från            | Moderklubb              |
| Målvakter   | Målvakter | Målvakter                  | Målvakter        | Målvakter           | Målvakter               |
| ----------- | --------- | -------------------------- | ---------------- | ------------------- | ----------------------- |
| 1           | Irak      | Kumel Al-Rekabe            | 19 augusti 2004  | Leganés C           | Adliswil                |
| 25          | Uganda    | Ronald Lubwama             | 19 november 1998 | FBK Balkan          | Uganda                  |
| 33          | Sverige   | Wahlfrid Nilsson           | 16 maj 2003      | AFC Eskilstuna      | Öja FF                  |
| Försvarare  |           |                            |                  |                     |                         |
| 2           | Sverige   | Philip Andersson           | 12 maj 1992      | Landskrona BoIS     | Teckomatorps SK         |
| 3           | Sverige   | Albin Sjöstrand Bjurnemark | 19 juni 2001     | Jönköpings Södra IF | Sjöbo IF                |
| 4           | Sverige   | Alexander Blomqvist        | 3 augusti 1994   | GIF Sundsvall       | IFK Simrishamn          |
| 5           | Sverige   | Gani Bunjaku               | 28 augusti 1999  | IFK Malmö           | Malmö FF                |
| 12          | Sverige   | Esim Mehmed                | 3 juli 2004      | Malmö FF            | IF Limhamn Bunkeflo     |
| 15          | Sverige   | Liam Prica                 | 18 februari 2005 | IF Sylvia           | Nardo                   |
| 16          | Island    | Oskar Sverrisson           | 26 november 1992 | Varbergs BoIS       | Hörby FF                |
| 17          | Sverige   | Sufyan Abuzayda            | 22 februari 2002 | Kristianstad FC     | Wä IF                   |
| 19          | Sverige   | Robert Lundström           | 1 november 1989  | GIF Sundsvall       | Kubikenborgs IF         |
| 24          | Sverige   | Stefan Arnshed             | 7 april 1997     | Lunds BK            | IFK Trelleborg          |
| Mittfältare |           |                            |                  |                     |                         |
| 6           | Irak      | Brwa Nouri                 | 23 januari 1987  | Dalkurd FF          | Vasalunds IF            |
| 7           | Sverige   | Adam Sandström             | 26 juli 2002     | Umeå FC             | Sandåkerns SK           |
| 8           | Sverige   | Johan Brannefalk           | 9 december 1997  | Sligo Rovers        | Kvarnby IK              |
| 10          | Sverige   | Anton Reuterskiöld         | 15 juli 2000     | IF Limhamn Bunkeflo | IF Limhamn Bunkeflo     |
| 14          | Sverige   | Lukas Minter Wettergren    | 28 december 2004 | Trelleborgs FF      | Kulladals FF            |
| 18          | Sverige   | Benjamin Charléz Sjöberg   | 19 oktober 2007  | FC Bellevue         | FC Bellevue             |
| 23          | Sverige   | Felix Dahlberg             | 2 januari 2006   | Hyllie IK           | Hyllie IK               |
| 36          | Sverige   | Victor Kristiansson        | 18 februari 1998 | Nykøbing            | BK Näset                |
| 77          | Chile     | Vicente Castro             | 15 december 2000 | BK Olympic          | Northwestern University |
| Anfallare   |           |                            |                  |                     |                         |
| 9           | Sverige   | Roman Zadran               | 8 mars 2005      | Parma               | Malmö FF                |
| 20          | Sverige   | Pascal Simba               | 26 april 2000    | Sollentuna FK       | Håbo FF                 |
| 21          | Sverige   | André Reinholdsson         | 25 april 1996    | Eskilsminne IF      | Åhus Horna BK           |
| 22          | Sverige   | Emin Karaman               | 23 mars 1998     | Torns IF            | Heleneholms SK          |
| 99          | Sverige   | Victor Andersson           | 24 juni 1995     | Onsala BK           | Onsala BK               |

## aSäsonger
| 2017 | 9 | Division 7 | Sydvästra Skåne   | 1:a (av 7)   | Uppflyttade | [ 15 ] |
| 2018 | 8 | Division 6 | Sydvästra A Skåne | 2:a (av 12)  | Kval        | [ 16 ] |
| 2019 | 7 | Division 5 | Södra Skåne       | 1:a (av 12)  | Uppflyttade | [ 17 ] |
| 2020 | 6 | Division 4 | Sydvästra Skåne   | 2:a (av 12)  | Uppflyttade | [ 18 ] |
| 2021 | 5 | Division 3 | Södra Götaland    | 1:a (av 12)  | Uppflyttade | [ 19 ] |
| 2022 | 4 | Division 2 | Södra Götaland    | 1:a (av 14)  | Uppflyttade | [ 20 ] |
| 2023 | 3 | Ettan      | Södra             | 8:a (av 16)  |             | [ 21 ] |
| 2024 | 3 | Ettan      | Södra             | 13:e (av 16) |             | [ 22 ] |